# 태전도서관
태전도서관은 대구광역시 북구에 있는 도서관이다.

## 연혁
- 2017년 5월 19일 개관.
- 2018년 1월 1일 (재)행복북구문화재단 위탁운영

## 이용 안내
이용 시간
휴관일